# هوراسیو آکاوایو
هوراسیو آکاوایو (اسپانیایی: Horacio Accavallo‎؛ زادهٔ ۱۴ اکتبر ۱۹۳۴) بوکسور اهل آرژانتین بود.